# Maxwell (piłkarz)
Maxwell, właśc. Maxwell Scherrer Cabelino Andrade (ur. 27 sierpnia 1981 w Vila Velha) – brazylijski piłkarz który występował na pozycji lewego obrońcy. 
Jest trzecim najbardziej utytułowanym piłkarzem w historii. Posiada on aż 37 drużynowych trofeów, co czyni go trzecim za Leo Messim (46) i Dani Alvesem (43) piłkarzem w historii.
W latach 2013-17 dziesięciokrotny reprezentant Brazylii. W swojej karierze występował w takich klubach jak: FC Barcelona, Paris Saint-Germain, Inter Mediolan czy Ajax Amsterdam.
Półfinalista Mistrzostw Świata w 2014 roku w Brazylii.

## Kariera klubowa
Maxwell jest wychowankiem brazylijskiego Cruzeiro EC, w którym występował do 2001 roku, kiedy to trafił do Ajaksu Amsterdam. W holenderskim zespole zagrał 114 spotkań i strzelił 9 bramek. W 2006 przeniósł się do Interu Mediolan, z którego został wypożyczony na pół roku do Empoli FC. Na początku sezonu 2006/2007 ostatecznie dołączył do kadry Interu. W sezonie 2008/2009 nabawił się kontuzji, która wyłączyła go z gry na sześć tygodni. 15 lipca 2009 roku Maxwell za 4,5 miliona euro przeszedł do klubu FC Barcelona. Z Barceloną zdobył w 2,5 roku 10 trofeów. 
W styczniu 2012 roku przeszedł z Barcelony do PSG (kwota transferu wyniosła 4 miliony euro). Zadebiutował 14 stycznia 2012 w wygranym 3:1 meczu z Toulouse FC. 
Z paryskim klubem sięgnął po cztery mistrzostwa kraju, trzy puchary Francji, cztery puchary Ligi Francuskiej i trzy superpuchary Francji.
W maju 2017 r. zakończył sportową karierę.  Posiada on aż 37 drużynowych trofeów, co czyni go drugim za Dani Alvesem piłkarzem w historii.
| Sezon     | Klub                     | Kraj      | Rozgrywki  | Mecze | Gole | Rozgrywki Europy                    | Mecze | Bramki |
| --------- | ------------------------ | --------- | ---------- | ----- | ---- | ----------------------------------- | ----- | ------ |
| 2000      | Cruzeiro EC              | Brazylia  | Série A    | ?     | ?    | -                                   | -     | -      |
| 2001      | Cruzeiro EC              | Brazylia  | Série A    | ?     | ?    | -                                   | -     | -      |
| 2001/02   | AFC Ajax                 | Holandia  | Eredivisie | 24    | 0    | Liga Mistrzów UEFA Liga Europy UEFA | 1 3   | 0 0    |
| 2002/03   | AFC Ajax                 | Holandia  | Eredivisie | 30    | 4    | Liga Mistrzów UEFA                  | 12    | 0      |
| 2003/04   | AFC Ajax                 | Holandia  | Eredivisie | 31    | 2    | Liga Mistrzów UEFA                  | 8     | 0      |
| 2004/2005 | AFC Ajax                 | Holandia  | Eredivisie | 29    | 3    | Liga Mistrzów UEFA Liga Europy UEFA | 5 2   | 0 1    |
| 2005/2006 | AFC Ajax                 | Holandia  | Eredivisie | 0     | 0    | -                                   | -     | -      |
| 2005/2006 | Empoli FC (wyp.)         | Włochy    | Serie A    | 0     | 0    | -                                   | -     | -      |
| 2006/2007 | Inter Mediolan           | Włochy    | Serie A    | 22    | 1    | Liga Mistrzów UEFA                  | 2     | 0      |
| 2007/2008 | Inter Mediolan           | Włochy    | Serie A    | 32    | 0    | Liga Mistrzów UEFA                  | 7     | 0      |
| 2008/2009 | Inter Mediolan           | Włochy    | Serie A    | 25    | 1    | Liga Mistrzów UEFA                  | 4     | 0      |
| 2009/2010 | FC Barcelona             | Hiszpania | Liga BBVA  | 25    | 0    | Liga Mistrzów UEFA                  | 7     | 0      |
| 2010/2011 | FC Barcelona             | Hiszpania | Liga BBVA  | 25    | 0    | Liga Mistrzów UEFA                  | 7     | 0      |
| 2011/2012 | FC Barcelona             | Hiszpania | Liga BBVA  | 7     | 0    | Liga Mistrzów UEFA                  | 4     | 1      |
| 2011/2012 | Paris Saint-Germain F.C. | Francja   | Ligue 1    | 14    | 1    | -                                   | -     | -      |
| 2012/2013 | Paris Saint-Germain F.C. | Francja   | Ligue 1    | 33    | 2    | Liga Mistrzów UEFA                  | 10    | 0      |
| 2013/14   | Paris Saint-Germain F.C. | Francja   | Ligue 1    | 24    | 3    | Liga Mistrzów UEFA                  | 8     | 0      |
| 2014/15   | Paris Saint-Germain F.C. | Francja   | Ligue 1    | 10    | 1    | Liga Mistrzów UEFA                  | 6     | 0      |
| 2015/16   | Paris Saint-Germain F.C. | Francja   | Ligue 1    | 28    | 3    | Liga Mistrzów UEFA                  | 9     | 0      |
| 2016/17   | Paris Saint-Germain F.C. | Francja   | Ligue 1    | 20    | 0    | Liga Mistrzów UEFA                  | 4     | 0      |

Stan na: 30 listopada 2023 r.

## Sukcesy

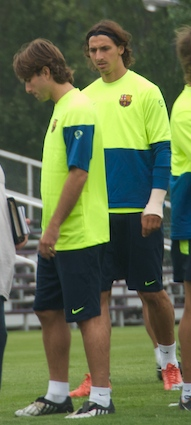
Maxwell ze Zlatanem Ibrahimoviciem podczas treningu

### FC Barcelona
- Liga Mistrzów (x1): 2010/11
- Mistrz Hiszpanii (x2): 2009/10, 2010/11
- Puchar Hiszpanii (x1): 2011/12
- Klubowe Mistrzostwa Świata (x2): 2010, 2012
- Superpuchar Hiszpanii (x3): 2009/10, 2010/11, 2011/12
- Superpuchar UEFA (x2): 2009/10, 2010/11

### Inter Mediolan
- Mistrz Włoch (x3): 2006/07, 2007/08, 2008/09
- Superpuchar Włoch: (x1): 2008/09

### Paris Saint-Germain
- Mistrz Francji (x4): 2012/13, 2013/14, 2014/15, 2015/16
- Puchar Francji (x3): 2014/15, 2015/16, 2016/17
- Superpuchar Francji (x3): 2013/14, 2015/16, 2016/17
- Puchar Ligi Francuskiej (x4): 2013/14, 2014/15, 2015/16, 2016/17

### Ajax Amsterdam
- Mistrz Holandii (x2): 2001/02, 2003/04
- Puchar Holandii (x1): 2001/02
- Superpuchar Holandii (x3): 2002, 2003, 2005

### Cruzeiro EC
- Puchar Brazylii (x1) : 2000

### Reprezentacja Brazylii
- Półfinalista Mistrzostw Świata: 2014

### Indywidualne
- Najlepszy młody talent Ajaxu: 2001/02
- Piłkarz roku w Holandii: 2004
- Gracz roku Ajaxu: 2003/04
- Skład sezonu Ligue 1: 2012/13, 2014/15, 2015/16